# ناحية خورمال

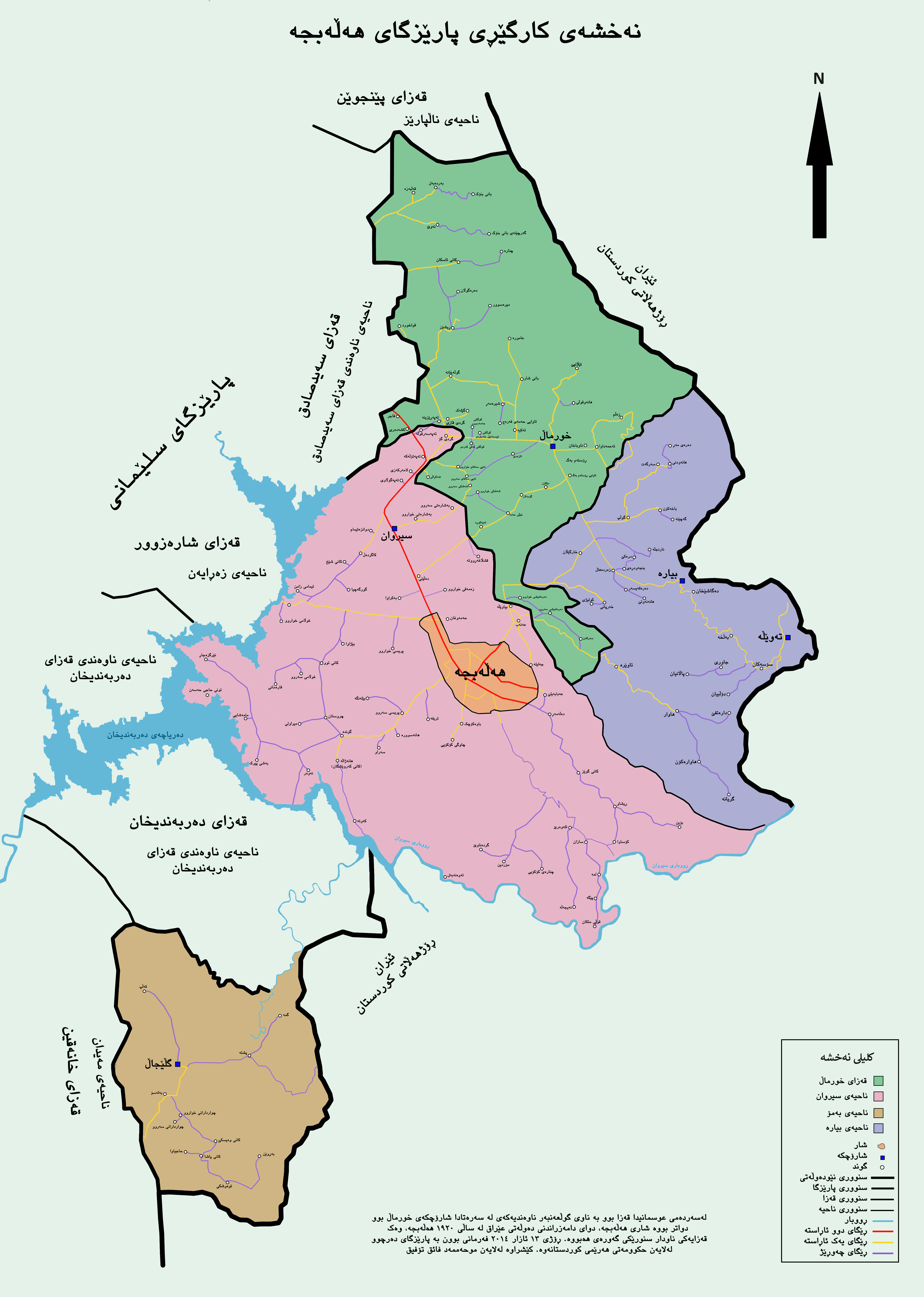
خريطة محافظة السليمانية في شمال العراق

ناحية خورمال (بالكردية: قەزای خورماڵ‏) هي ناحية تابعة لمحافظة حلبجة، كردستان العراق.
ومركزها القرية المسماة باسمها القديم كلعنبر، والتي تعني وردة العنبر، وهذه البلدة تحتوي على عدد من الآثار والمخلفات التاريخية القديمة العائدة إلى فترات زمنية متفاوتة بضمنها الأسوار والأبراج المدورة والمضلعة والقلاع المحصنة وبقايا نواظم الري والجسر العتيق على نهر (زه لم) المار بوسطها، وقد ذكر المؤرخون هذه الآثار بأنها من بقايا مدينة نيمرا التاريخية التي أزدهرت أيام حكم الساسانين وبعدهم، فكانت بمثابة مركز شهرزور في عهدها الغابر.[بحاجة لمصدر]
تزهو ناحية خورمال وضواحيها أيضاً بكثير من شواهد امجاد امارتي (اردلان وبابان) الكرديتين ومنها آثار الأمير الاردلاني النابغ خان احمد خان الموجود في أحد كهوف وادي زه لم عند مصيف أحمد آوا البهيج، وكذلك الجامع الذي شيده الأمير الباباني (سليم باشا) وسط خورمال عام 1160هـ.[بحاجة لمصدر]
ومن مساجدها الأثرية القديمة الجامع الكبير الذي يعود تاريخ بناؤه إلى عهد البابانيون.[بحاجة لمصدر]
وتقع ناحية خورمال على ارتفاع 1850 قدم عن مستوى سطح البحر، وهي تبعد 10 كم شمال حلبجة ومن جنوب شرقها ناحية بيارة وهي تحتضن عشرات القرى من الناحية الإدارية.[بحاجة لمصدر]
ويبلغ عدد سكانها 7000 نسمة، وتطل على سلاسل جبال هورامان على ناحية خورمال وتتمتع بجوها المعتدل معظم أيام السنة، وفي الربيع والخريف تصبح ماوى للسائحين.[بحاجة لمصدر]